# Frontada

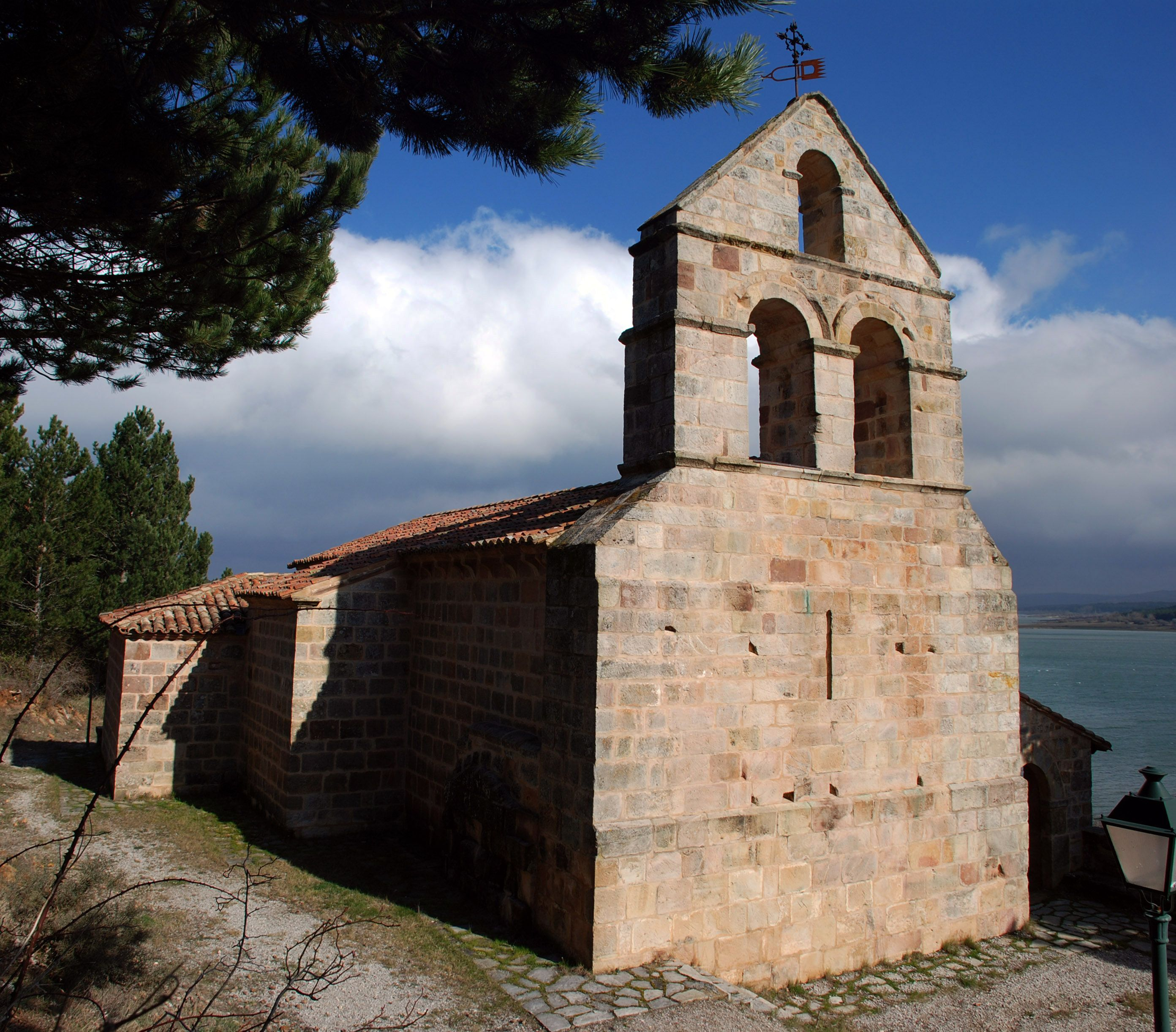
Kirche San Andrés

Frontada ist ein spanischer Ort in der Provinz Palencia der Autonomen Gemeinschaft Kastilien und León. Der Ort gehörte lange Zeit zu Barrio de San Pedro und wurde mit diesem in den 1970er Jahren zu Aguilar de Campoo eingemeindet.
Frontada liegt etwa sechs Kilometer westlich von Aguilar de Campoo und ist heute unbewohnt. Nach dem Bau des Staudamms von Aguilar de Campoo im Jahr 1963 sind die Reste des Ortes zeitweise überflutet. Lediglich die etwas abseits und höher liegende Kirche ist heute noch erhalten.

## Sehenswürdigkeiten
- Romanische Kirche San Andrés, erbaut ab dem 12. Jahrhundert